# Lucius Aelius Lamia Aemilianus
Lucius Aelius Lamia Aemilianus, teljes nevén Lucius Aelius Plautius Lamia Aemilianus (1. század – 81 körül) római politikus volt. Nevéből kitűnik, hogy eredetileg az Aemilia nemzetségbe született, ám valaki adoptálta az Aelia gens Lamia családjába.
Életéről keveset tudunk. 80-ban, Titus uralkodása idején consul suffectus volt. Eredetileg Corbulo lánya, Domitia Longina volt a felesége, azonban még Vespasianus uralkodása idején annak kisebbik fia, Domitianus maga mellé vette az asszonyt szeretőként, később pedig össze is házasodtak. Trónra lépése után Domitianus kivégeztette Lamiát.